# Marie Kundt

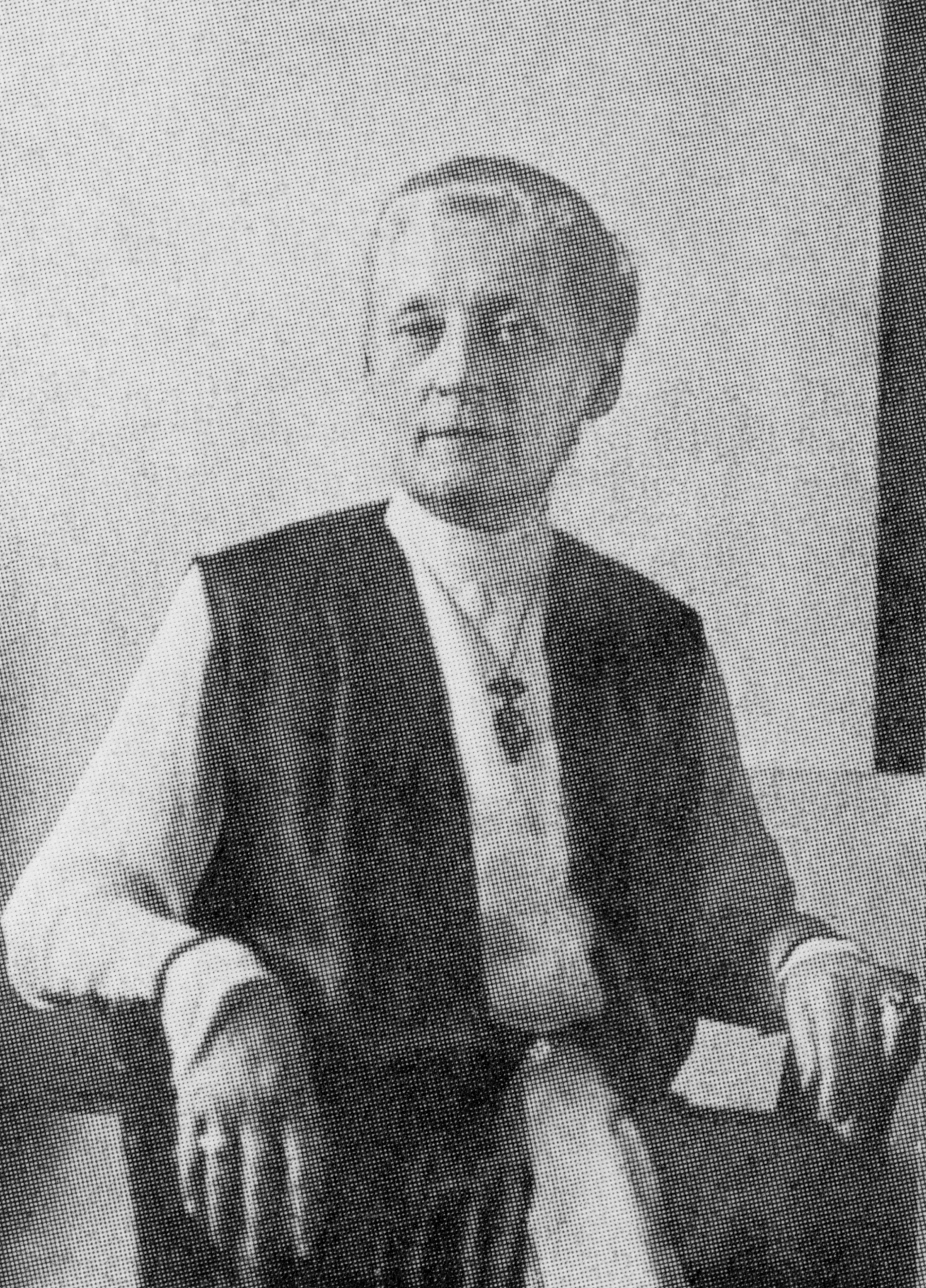
Marie Kundt

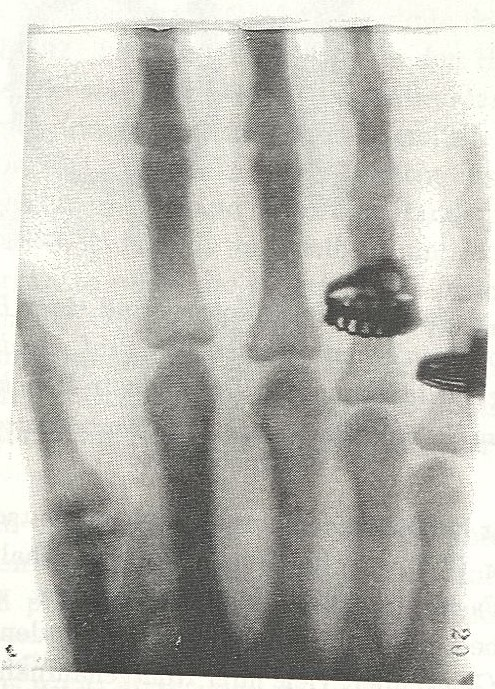
Eugen Goldsteins Aufnahme der Hand Marie Kundts (1896)

Marie Julia Berta Emma Kundt (* 4. Februar 1870 in Neustrelitz; † 2. April 1932 in Berlin) war eine deutsche Fotografin.

## Leben
Marie Kundt war die Tochter eines Offiziers und die Nichte von August Kundt, dem Lehrer von Wilhelm Conrad Röntgen. Ihre Brüder waren die Offiziere Hans Kundt und Jasper Kundt, ihre Schwester die Diakonisse Helene Kundt und ihre Lebensgefährtin die Fotografin Carola Lohde.
Nach dem Besuch der Schule in Merseburg absolvierte sie eine Ausbildung zur Zeichenlehrerin und legte 1888 an der Berliner Kunsthochschule das Examen ab. Es folgten Praktika und das Examen zur Handarbeitslehrerin. Ab 1890 war sie Schülerin an der Photographischen Lehranstalt des Lette-Vereins, ab 1891 war sie dort Assistentin und wurde schließlich 1913 Direktorin, als Nachfolgerin von Dankmar Schultz-Hencke. Sie blieb Direktorin bis 1932. Marie Kundt war damit die erste Frau, der eine höhere Fachschule für männliche und weibliche Schüler unterstellt war. Sie war wesentlich an der Entwicklung der Ausbildungen und der Berufsbilder der Technischen Assistentinnen in der Medizin und der Metallografie beteiligt. Marie Kundt arbeitete außerdem mit vielen Firmen und wissenschaftlichen Institutionen zusammen, unter anderem mit Hans Virchow von der Berliner Charité an Visualisierungsmöglichkeiten in den Bereichen Anatomie und Physiologie.
1912 bestand Marie Kundt ihre Meisterprüfung, die sie zur Durchführung von Ausbildungen im Bereich der Fotografie befähigte. In vielen Vorträgen und Artikeln, deren Manuskripte im Archiv des Lette-Vereins erhalten sind, ist ihr Fachwissen und ihre engagierte und kundige Sicht auf den fotografischen Beruf festgehalten. 1895 gründete Marie Kundt den „Club der ehemaligen Schülerinnen der Photographischen Lehranstalt“ – ein Netzwerk von Fachfrauen, die weltweit Kontakt hielten, regelmäßige Fortbildungen organisierten und sich für die Berufsentwicklung einsetzten. 1919 entstand aus den Reihen des „Clubs“ der erste Berufsverband der Technischen Assistentinnen BOTAWI „Bund der Organisationen Technischer Assistentinnen“, dem Marie Kundt bis 1929 vorstand.
1930 wurde der BOTAWI in den REVETA „Reichsverband der Technischen Assistentinnen“ übergeführt, für dessen Vorsitz Marie Kundt die Reichstagsabgeordnete Thusnelda Lang-Brumann gewonnen hatte. Über die Berufsverbände konnten wichtige Entwicklungen und Entscheidungen zum Strahlenschutz, zur Tariffähigkeit und zur klaren Einordnung des Berufsbildes vorangetrieben werden. Die erste gesetzliche Regelung zur Ausbildung der MTA erfolgte 1921 in Preußen.

## Auszeichnungen
- Daguerre-Medaille des Photographischen Vereins Berlin, 1932

## Werke
- Die technische Assistentin an medizinischen Instituten. F. Enke, Stuttgart 1928.
- Die Frau in der Photographie. in: Deutscher Camera-Almanach. Berlin: Gustav Schmidt, 1905.
- Die Makrophotographie. In: Handbuch der biologischen Arbeitsmethoden. Berlin; Wien: Urban & Schwarzenberg, 1924.